# Stepan Sosnovy
 (février 2022).
La mise en forme du texte ne suit pas les recommandations de Wikipédia : il faut le « wikifier ».
Les points d'amélioration suivants sont les cas les plus fréquents. Le détail des points à revoir est peut-être précisé sur la page de discussion.
- Les titres sont pré-formatés par le logiciel. Ils ne sont ni en capitales, ni en gras.
- Le texte ne doit pas être écrit en capitales (les noms de famille non plus), ni en gras, ni en italique, ni en « petit »…
- Le gras n'est utilisé que pour surligner le titre de l'article dans l'introduction, une seule fois.
- L'italique est rarement utilisé : mots en langue étrangère, titres d'œuvres, noms de bateaux, etc.
- Les citations ne sont pas en italique mais en corps de texte normal. Elles sont entourées par des guillemets français : « et ».
- Les listes à puces sont à éviter, des paragraphes rédigés étant largement préférés. Les tableaux sont à réserver à la présentation de données structurées (résultats, etc.).
- Les appels de note de bas de page (petits chiffres en exposant, introduits par l'outil «  Source ») sont à placer entre la fin de phrase et le point final[comme ça].
- Les liens internes (vers d'autres articles de Wikipédia) sont à choisir avec parcimonie. Créez des liens vers des articles approfondissant le sujet. Les termes génériques sans rapport avec le sujet sont à éviter, ainsi que les répétitions de liens vers un même terme.
- Les liens externes sont à placer uniquement dans une section « Liens externes », à la fin de l'article. Ces liens sont à choisir avec parcimonie suivant les règles définies. Si un lien sert de source à l'article, son insertion dans le texte est à faire par les notes de bas de page.
- La présentation des références doit suivre les conventions bibliographiques. Il est recommandé d'utiliser les modèles {{Ouvrage}}, {{Chapitre}}, {{Article}}, {{Lien web}} et/ou {{Bibliographie}}. Le mode d'édition visuel peut mettre en forme automatiquement les références.
- Insérer une infobox (cadre d'informations à droite) n'est pas obligatoire pour parachever la mise en page.

Pour une aide détaillée, merci de consulter Aide:Wikification.
Si vous pensez que ces points ont été résolus, vous pouvez retirer ce bandeau et améliorer la mise en forme d'un autre article.
Stepan Mykolayovych Sosnovy (23 mars 1896 à Rizdvyanka (aujourd'hui Syvaske), Empire russe - le 26 mars 1961 à Kiev, RSS d'Ukraine) est un agronome et économiste ukraino-soviétique et auteur de la première étude statistique sur l'Holodomor de 1932-1933 en Ukraine.

## La vie[Quoi ?]
Né en 1896 dans une famille d'agriculteurs. Avec son jeune frère Timofei (nommé Timothy après son émigration aux États-Unis), il est orphelin à l'âge de 9 ans. Grâce aux gardiens, il s’est inscrit à l’Institut de l’agriculture et de la foresterie de Kharkov et est diplômé en agronomie.
Dans l'entre-deux-guerres, il publia plusieurs ouvrages statistiques traitant principalement de la question de la location de terrains en RSS d'Ukraine. Au début de 1932, il était accusé d'avoir "des préjugés antimarxistes" et d [pourquoi ?]'"attiser les sentiments pro- Koulak ", après quoi il avait été contraint de quitter son emploi.
En 1932-1936, il travailla comme agronome dans le district de Yakymivka, dans l'oblast de Zaporijia, où il fut témoin de la grande famine (connue plus tard sous le nom d'Holodomor ) et affirma par la suite qu'il avait développé un sentiment anti-soviétique à ce moment-là.
En septembre 1941, il se vit proposer un emploi à Moscou, mais il refusa et resta à Kharkov, qui fut occupée peu de temps après par les troupes allemandes, avec ses deux fils, sa belle-mère et son épouse malade. Fin novembre 1941, il était au chômage. Le 24 novembre 1941, il obtint un emploi à l'Administration de l'agriculture, où il occupa le poste de chef du département des statistiques économiques. En juillet 1943, il s'est rendu en Allemagne au sein d'une délégation d'agronomes de la région de Kharkov. Au début d'août 1943, lors de l'offensive soviétique sur Kharkov, son épouse s'installa à Kiev avec leurs fils Vladimir (1926) et Alexander (1927). De là, ils s'installèrent ensemble dans la région d'Odessa.
Du 13 septembre 1942 au 24 janvier 1943, il publia 5 articles dans l'hebdomadaire "Nova Ukraïna" (Nouvelle Ukraine) à Kharkov. Les articles traitaient des événements de la collectivisation et de la famine de 1932 - 1933. Sosnovy a analysé le processus de nationalisation dans le secteur agricole de la RSS d'Ukraine et a critiqué la politique agricole bolchevique. Il a noté que, dans les années de collectivisation, les autorités ont pris l'essentiel de leur bétail aux paysans, ce qui leur a fait perdre leur indépendance économique. En analysant le rôle de MTS (Stations de machines et de tracteurs), S. Sosnovy a montré que la création de ces stations en Ukraine avaient en réalité conduit à la création d'un monopole agricole d'État. En comparant les statistiques avec d'autres années, y compris les années maigres, il estimait que l'Ukraine avait assez de céréales de la récolte de 1932 pour nourrir la population et même le bétail. Il a noté que le plan d'approvisionnement en produits excessif était un facteur mortel pour les paysans, car chaque dernier grain était confisqué afin de le remplir. Grâce à l'utilisation des données du recensement de 1926 de l'Ukraine soviétique et d'une série de collections statistiques et économiques ouvertes des années 1930, Sosnovy a été le premier scientifique ukrainien à tenter d'estimer le nombre de victimes de la famine.
En 1943-1944, son article intitulé "La vérité sur la famine de 1932-1933 en Ukraine" a été réimprimé dans plusieurs autres journaux des territoires occupés .
Son frère cadet Timothy (décédé en 1983), membre de OUN-M, émigra (en Allemagne, puis aux États-Unis), où il commença à enseigner et à contribuer à la diffusion des recherches de son frère. Les 2 et 5 février 1950, les travaux de S. Sosnovy furent repris par le journal d'émigration "Ukraïnski Visti" (Nouvelles ukrainiennes), paru dans la ville allemande de Neu-Ulm pour des personnes déplacées d'origine ukrainienne. La même année, un article de S. Sosnovy sur la famine de 1932-1933 est paru sous forme de brochure séparée. En 1953, il a été publié en traduction anglaise dans le premier volume de la collection de documents Les actes noirs du Kremlin, avec des preuves de l'extermination massive de paysans ukrainiens à la fin des années 20 et au début des années 30.

## Années d'après-guerre
Après la guerre, il travailla comme agronome et économiste sans se cacher. Le 21 février 1950, il a été arrêté par le ministère de la Sécurité de l'État parce que ses anciens employés de Kharkov avaient témoigné contre lui. Il a été condamné à 25 ans d'emprisonnement dans des camps de travaux forcés, avec une perte de droits de 5 ans et une confiscation complète de ses biens. Il a servi pendant six ans dans un camp de travail près de la gare de Cheksna, dans l'oblast de Vologda. Après sa libération, il est devenu handicapé et s’est installé dans le village de Pavlovka, dans le district d’Artsyz, dans l’oblast d’Odessa. À ce moment-là, sa femme Maria Derbek était décédée. En 1956, à l'âge de 62 ans, Stepan Sosnovy a conclu son deuxième mariage avec Euphrosyne Poremska. Bientôt, le couple s'est installé à Kiev avec l'un des fils de Stepan Sosnovy. Une décision du Conseil suprême de la RSFSR du 11 avril 1958 a aboli la perte des droits et a effacé son casier judiciaire. Il est décédé le 26 mars 1961 à l'âge de 66 ans.

## Œuvres choisies
- Sosnovy, S. «La vérité sur la famine» dans Semen Pidhainy, éd., Les actes noirs du Kremlin: un livre blanc, vol. 1 (Association ukrainienne des victimes de la terreur communiste russe: Toronto, 1953): 222–225.

## Sources et bibliographie
- (ru) http://salat.com.ua/ru/stepan-sosnovyj-kto-on/
- (uk) Джулай Д. «Сталін - кровожерливий пес». Нікальна історія вченого, який першим довів штучність Голодомору // Радіо «Свобода».   - 22 avril 2018
- (uk) Кульчицький, Станіслав. Голодомор 1932—1933   рр. як геноцид: труднощі усвідомлення. Київ: Наш час, 2008
- (uk) Салтан, Олександр. Історична цінність дослідження агронома-економіста Степана Соснового у висвітленні подій Голодомору на шпальтах газети «Нова Україна» // Міждисциплінарний часопис «Студії Голодомору / Holodomor études». 2018.   - №   1.